# Élections constituantes de 1946 en Guadeloupe
Les élections constituantes françaises de 1946 se tiennent le 2 juin. Ce sont les deuxièmes élections constituantes, après le rejet du projet de Constitution française du 19 avril 1946 lors du référendum du 5 mai.

## Mode de scrutin
L'assemblée constituante est composée de 586 sièges pourvus pour la plupart au scrutin proportionnel plurinominal suivant la règle de la plus forte moyenne dans chaque département, sans panachage ni vote préférentiel.
Dans l'ancienne colonie et nouveau département (depuis le 26 mars) de Guadeloupe, deux députés sont à élire dans deux circonscriptions, selon le système uninominal majoritaire à deux tours. 

## Élus
| Député sortant     | Parti | Parti | Député élu ou réélu | Parti | Parti |
| ------------------ | ----- | ----- | ------------------- | ----- | ----- |
| Eugénie Éboué-Tell |       | SFIO  | Eugénie Éboué-Tell  |       | SFIO  |
| Paul Valentino     |       | SFIO  | Paul Valentino      |       | SFIO  |

## Résultats

### Première circonscription
Elle regroupe Basse-Terre (moins Baie-Mahault) ainsi que les îles de Marie-Galante, Saint-Martin et Saint Barthélémy.
|          | SFIO     | Eugénie Éboué-Tell *   | 12 490 | 67,95  |  |  |
|          | PCF      | Gerty Archimède        | 5 434  | 29,56  |  |  |
|          | PRL      | Robert Pimienta        | 209    | 1,14   |  |  |
|          | RGR      | François Lara-Augereau | 135    | 0,73   |  |  |
|          |          | Georges Sega           | 83     | 0,45   |  |  |
|          |          | Albert Ramsamy         | 16     | 0,09   |  |  |
|          |          |                        |        |        |  |  |
| Inscrits | Inscrits | Inscrits               | 47 186 | 100,00 |  |  |
| Votants  | Votants  | Votants                | 18 815 | 39,87  |  |  |
| Exprimés | Exprimés | Exprimés               | 18 382 | 97,70  |  |  |

### Deuxième circonscription
Elle regroupe la Grande-Terre ainsi que la commune de Baie-Mahault.
| Parti    | Parti    | Candidat         | Premier tour | Premier tour | Ballotage | Ballotage |
| Parti    | Parti    | Candidat         | Voix         | %            | Voix      | %         |
| -------- | -------- | ---------------- | ------------ | ------------ | --------- | --------- |
|          | SFIO     | Paul Valentino * | 7 930        | 44,63        | 12 490    | 67,95     |
|          | PCF      | Amédée Fengarol  | 6 656        | 37,46        | 8 972     | 32,77     |
|          | RGR      | Maurice Satineau | 2 996        | 16,86        | 4 013     | 14,66     |
|          |          | Pierre Mondor    | 91           | 0,51         | 39        | 0,14      |
|          |          | Narcisse Danaë   | 64           | 0,36         | 40        | 0,15      |
|          |          |                  |              |              |           |           |
| Inscrits | Inscrits | Inscrits         | 65 222       | 100,00       | 65 228    | 100,00    |
| Votants  | Votants  | Votants          | 18 180       | 27,87        | 27 674    | 42,43     |
| Exprimés | Exprimés | Exprimés         | 17 769       | 97,74        | 27 378    | 98,93     |